# سن-ژولین-سور-ریسوز
سن-ژولین-سور-ریسوز (به فرانسوی: Saint-Julien-sur-Reyssouze) یک کمون در فرانسه است که در Canton of Saint-Trivier-de-Courtes واقع شده‌است.

## خصوصیات
سن-ژولین-سور-ریسوز ۷٫۵۲ کیلومترمربع مساحت و ۵۸۶ نفر جمعیت دارد و ۱۹۲ متر بالاتر از سطح دریا واقع شده‌است.